# Rhododendron luteosquamatum
Rhododendron luteosquamatum är en ljungväxtart som beskrevs av Herman Otto Sleumer. Rhododendron luteosquamatum ingår i släktet rododendron, och familjen ljungväxter. Inga underarter finns listade i Catalogue of Life.